# Catherine Small Long
Catherine Small Long, nata Mary Catherine Small (Dayton, 7 febbraio 1924 – Chevy Chase, 23 novembre 2019), è stata una politica statunitense, membro della Camera dei Rappresentanti per lo stato della Louisiana dal 1985 al 1987.

## Biografia
Nata in Ohio, entrò in politica per succedere al marito, il deputato democratico Gillis William Long, morto improvvisamente nel 1985 a causa di un'insufficienza cardiaca lasciando scoperto dunque un seggio al Congresso: si candidò per prendere il suo posto e vinse le elezioni speciali. Fu così la seconda donna ad essere eletta alla Camera dalla Louisiana, dopo Lindy Boggs (anche lei succeduta al marito).
Fu inoltre la prima donna veterana eletta al Congresso: era stata nelle riserve femminili della marina statunitense durante la seconda guerra mondiale.
Alla scadenza del mandato, la Small Long, che si era distinta per le sue posizioni molto liberali, non volle tentare la rielezione e il suo seggio fu conquistato dai repubblicani, per poi essere eliminato dopo il censimento del 1990.